# Cignature
A Cignature, stilizálva: cignature egy dél-koreai lányegyüttes, melyet a J9 Entertainment hozott létre 2020. január 14-én.
Az együttesnek öt tagja van: Chaesol, Jee Won, Seline, Belle, Semi. Hivatalosan 2020. február 4-én debütáltak a Nun Nu Nan Na című dalukkal, aminek a videóját február 3-án adták ki. Ye Ah és Sunn 2021. április 27-én elhagyta az együttest, nem közölt okokból kifolyólag.

## Történetük
Debütálásuk előtt az együttes öt tagja (Chaesol, Jee Won, Sunn, Belle, Ye Ah) a 2019-ben feloszlatott 10 tagú Good Day együttesben volt, ami 2017 augusztus 30-án debütált. Chaesol, Jee Won, Sunn és Belle részt vett a KBS2 The Unit című realitysorozatában.
Az új öttagú együttesnek 2019. november 11-én volt a bejelentése, átmenetileg C9 GIRLZ néven, aminek első tagjaként Jee Wont nevezték meg. Később felfedték, hogy az együttes neve Szigunicsho (시그니처, Cignature) lett. Ekkor már heten vannak Seline és Semi csatlakozásával, és a C9 Entertainment újonnan alapított J9 Entertainment alkiadójához lettek szerződtetve.
Kezdetileg az együttes Twitter-profilján a tagok profiljai voltak, ezután a tagok gyerekkori képe, aztán a tagok tánctudását bemutató videók, majd a koreai Nylon magazin fotói, majd az együttes kiadási táblázata  került fel.

### 2021: Ye Ah és Sunn távozása, Chloe és Do Hee csatlakozása
2021. április 27-én Ye Ah és Sunn elhagyták az együttest és megszakították a szerződésüket az ügynökséggel, nem közölt okokból kifolyólag.
2021. június 13-án az együttes Twitter-profilján megjelent két új tag profilja. A két új tag Chloe és Do Hee.

## Tagok
- Csin Hjondzsu (Jin Hyeon-ju) (진현주), színpadi nevén Belle, Dél-Koreában, Kojangsziban  született 2001. november 3-án. Belle 2017 augusztusában csatlakozott Lucky névvel a C9 Entertainmenthez, a Good Day tagjaként.
- Mun Csheszol (Moon Chae-sol) (문채솔), színpadi nevén Chaesol, Dél-Koreában, Joszuban született 1998. július 18-án. Chaesol a Good Day tagjaként csatlakozott a C9 Entertainmenthez 2017 augusztusában.
- Jun Dzsivon (Yun Ji-won) (윤지원), színpadi nevén Chloe, Dél-Koreában született 2001. január 6-án. Chloe 2021-ben csatlakozott a C9 Entertainmenthez.
- Kvon Dohi (Kwon Do-hee) (권도희), színpadi nevén Do Hee, Dél-Koreában született 2002. augusztus 1-én. Do Hee 2021-ben csatlakozott a C9 Entertainmenthez.
- Kim Dzsivon (Kim Ji-won) (김지원), színpadi nevén Jee Won, Dél-Koreában, Puszanban született 1999. április 1-én. Jee Won 2017 augusztusában csatlakozott Jiwon névvel a C9 Entertainmenthez, a Good Day tagjaként.
- Csong Jondzsong (Jung Yeon-jeong) (정연정), színpadi nevén Seline, Dél-Koreában született 2000. június 20-án. Seline 2019. november 16-án csatlakozott a C9 Entertainmenthez.
- Ku Szemi (Goo Se-mi) (구세미), színpadi nevén Semi, Dél-Koreában, Nadzsuban született 2002. április 10-én. Semi 2019. november 11-én csatlakozott a C9 Entertainmenthez.

### Korábbi tagok
- Kim Haun (Kim Ha-eun) (김하은), színpadi nevén Ye Ah, Dél-Koreában, Kvangdzsuban született 1999. október 9-én. Ye Ah 2017 augusztusában csatlakozott Haeun névvel a C9 Entertainmenthez, a Good Day tagjaként.
- Hvang Dzsiun (Hwang Ji-eun) (황지은), színpadi nevén Sunn, Dél-Koreában, Csincshonban született 2000. február 7-én. Sunn 2017 augusztusában csatlakozott Viva névvel a C9 Entertainmenthez, a Good Day tagjaként.

## Diszkográfia

### Minialbumok
| Cím           | Adatok                                                   | Legmagasabb helyezés | Eladási adatok |
| ------------- | -------------------------------------------------------- | -------------------- | -------------- |
| Nun Nu Nan Na | - Megjelenés: 2020. február 3. - Kiadó: J9 Entertainment | –                    | –              |
| Assa          | - Megjelenés: 2020. április 7. - Kiadó: J9 Entertainment | –                    | –              |

### Középlemezek
| Cím              | Adatok                                                       | Legmagasabb helyezés | Eladási adatok |
| ---------------- | ------------------------------------------------------------ | -------------------- | -------------- |
| Listen and Speak | - Megjelenés: 2020. szeptember 22. - Kiadó: J9 Entertainment | 6                    | KOR: 367       |